# ونکاترامان راماکریشنان
ونکاترامان راماکریشنان (به تامیلی: வெங்கட்ராமன் ராமகிருஷ்ணன்) یک زیست‌شناس ساختاری، آمریکایی متولد در هند می‌باشد که در سال ۲۰۰۹ برای مطالعه ساختاری بر روی عملکرد رناتن به همراه توماس استیتز و عادا یونات موفق به دریافت جایزه نوبل شیمی شد. او هم‌اکنون عضو شورای تحقیقات پزشکی آزمایشگاه بیولوژی مولکولی کمبریج انگلستان و رئیس (پرزیدنت) انجمن سلطنتی انگلستان می‌باشد.